# The Chattel
The Chattel er en amerikansk stumfilm fra 1916 af Frederick A. Thomson.

## Medvirkende
- E.H. Sothern som Blake Waring.
- Peggy Hyland som Leila Bard.
- Rose Tapley som Mrs. Delavan.
- Charles Kent som Mr. Bard.
- Lark Taylor som Walter Horley.